# Frite
El Frite (denominado a veces como frite de cordero) es una caldereta de carne de cordero y dados de patata con abundante pimentón. Esta preparación es peculiar de diferentes regiones culinarias españolas.  Es muy popular en ciudades como Cáceres (provincia de Extremadura) donde se elabora en una tradicional cazuela de barro.

## Características
El plato emplea como ingrediente principal la carne de cordero. El cordero se prepara en dos etapas, en la primera se fríe previamente en aceite de oliva. Tras esta operación se le añade vino blanco y agua para que cueza. Es frecuente que se aromatice con orégano, tomillo y laurel. Aparte se ha realizado una especie de salsa que se fundamenta en un sofrito de cebollas, pimientos rojos y ajos troceados. Es frecuente que se le añada a la salsa una asadura del cordero. La salsa sofrita, ligeramente espesa, se ve aromatizada con pimentón picante, guindilla. El sofrito se maja (tritura) y se añade a la cazuela del cordero cocido. Se sirve caliente. 